# Китайские национальные дороги

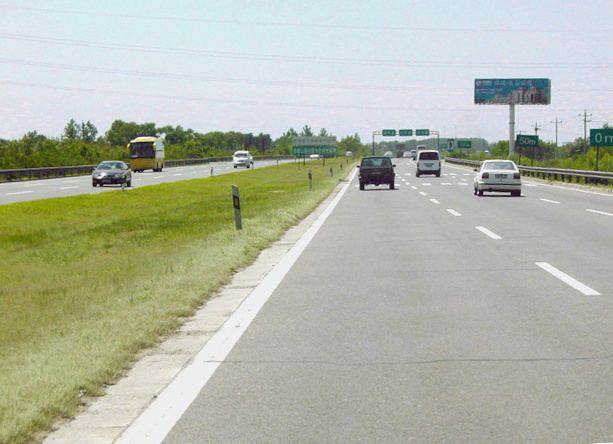
Участок магистрали Циньчжу G030 около Пекина.

Китайские национальные дороги (англ. China National Highways, кит. упр. 国道, пиньинь Guódào, буквально «национальные дороги») представляют собой сеть магистральных автодорог по всей территории материкового Китая. Несмотря на то, что они именуются магистралями (например, шоссе Циньбао), не все из них в настоящее время являются многополосными скоростными дорогами. Максимальная разрешенная скорость на китайских автомагистралях составляет 120 км/ч.

## Классификация

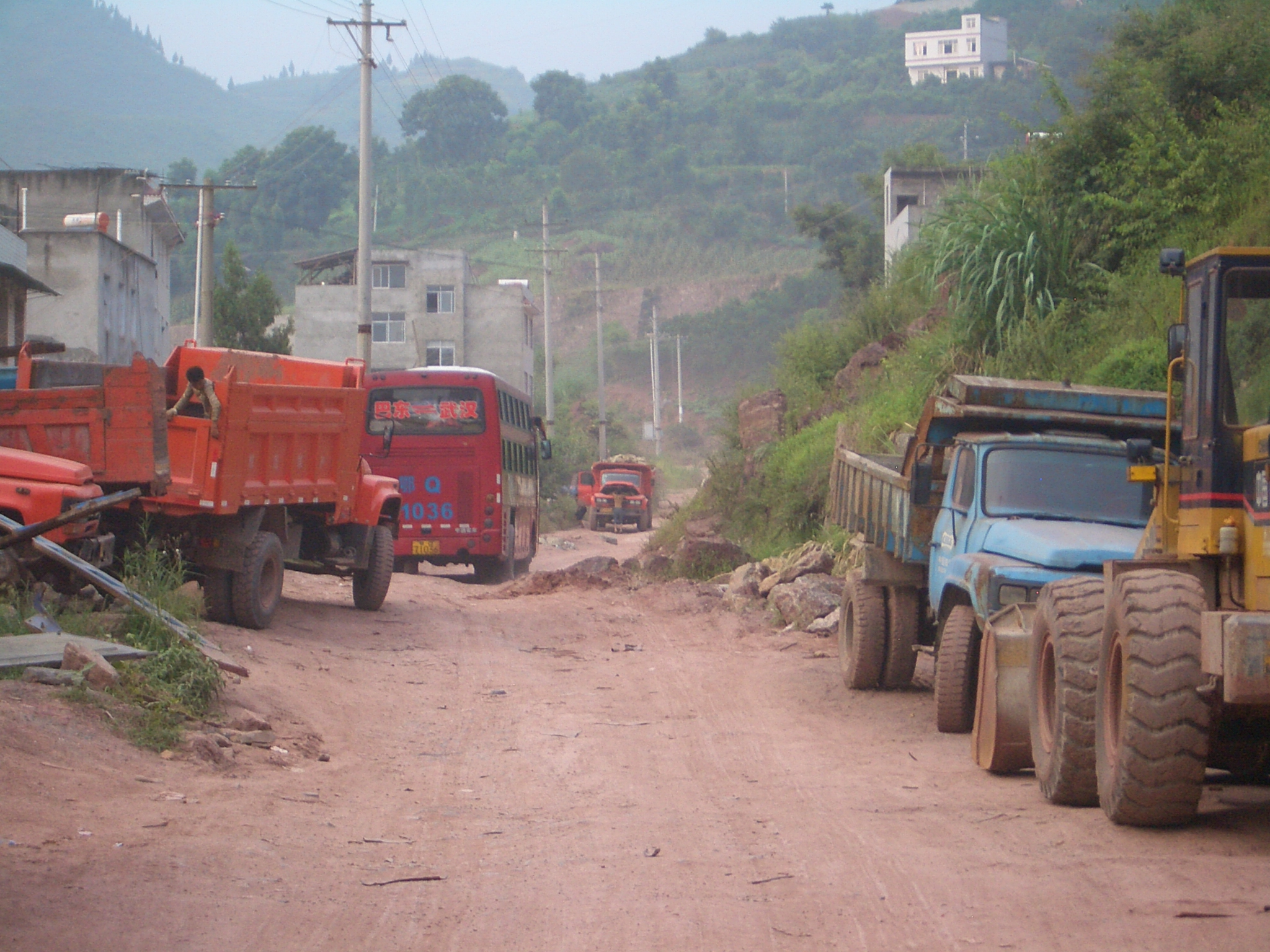
Несмотря на то, что бо́льшая часть Национальных дорог являются высококлассными асфальтированными шоссе, некоторые из них остаются грунтовыми, как, например, этот 20-километровый участок шоссе G209 на севере Бадон, Хубэй

### По техническим стандартам
- Скоростные автодороги (ширина 25 м)
- Класс I (ширина 25,5 м)
- Класс II (ширина 12 м)
- Класс III (ширина 8,5 м)
- Класс IV (ширина 7 м)[1]

### По управлению
- Национальные
- Провинциальные
- Уездные
- Городские
- Деревенские
- Особого назначения[1]

## История
Строительство автомобильных дорог рассматривается в качестве ключа к ускоренному развитию инфраструктуры.
Первое шоссе, строительство которого было начато в 1984 году, связывало Шэньян и Далянь (Автодорога Шэньян-Далянь) и положило начало строительству Системы скоростных автодорог Китая. В 2003 году общие инвестиции в строительство автомагистралей составили 350 млрд юаней, основными магистралями стали 219 автодорог, среди которых главное внимание было уделено пяти — соединяющим север и юг, и семи, соединяющим восток и запад, а также нескольким дорогам в западной части страны и сельской местности. C успешным завершением в 2007 году проекта строительства национальных транспортных артерий общей протяженностью 35000 км (пять «север-юг» и семь «восток-запад»), Пекин и Шанхай были соединены между собой автомагистралями, главным образом скоростными, а также со столицами всех провинций и автономных районов Китая, создав автодорожную сеть между более чем 200 городами. Следом за этим Китай разработал план 7‐9‐18, при котором в строительство запускалась высокоскоростная дорожная сеть на 7 радиальных магистралей, 9 магистралей «север-юг» и 18 магистралей «восток-запад».
Целью Национального плана развития сети скоростных дорог, утверждённого в 2005 году, является система скоростных дорог, соединяющих все столицы провинций и автономных районов с Пекином и между собой, а также крупные города и уезды, общей протяженностью около 85000 км, включая семь скоростных автомагистралей, начинающихся в Пекине: Пекин-Шанхай, Пекин-Тайбэй, Пекин-Гонконг-Макао, Пекин-Куньмин, Пекин-Лхаса, Пекин-Урумчи и Пекин-Харбин.
К концу 2014 года общая протяженность автомобильных дорог, открытых для движения, превысила 4200 тыс. км, в том числе 111,95 тыс. км скоростных автомагистралей, построенных по передовым стандартам, тем самым по протяжённости сеть заняла первое место в мире. Плотность автодорог достигла 19,5 км/100 км² (2005).
Согласно «Программе развития транспорта на 12-ю пятилетку (2011—2015 гг.)» к 2015 году в Китае будет сформирована сеть длиной 108 тыс. км, которой будут соединены более 90 процентов городов с населением свыше 200 тыс. человек.

## Положение

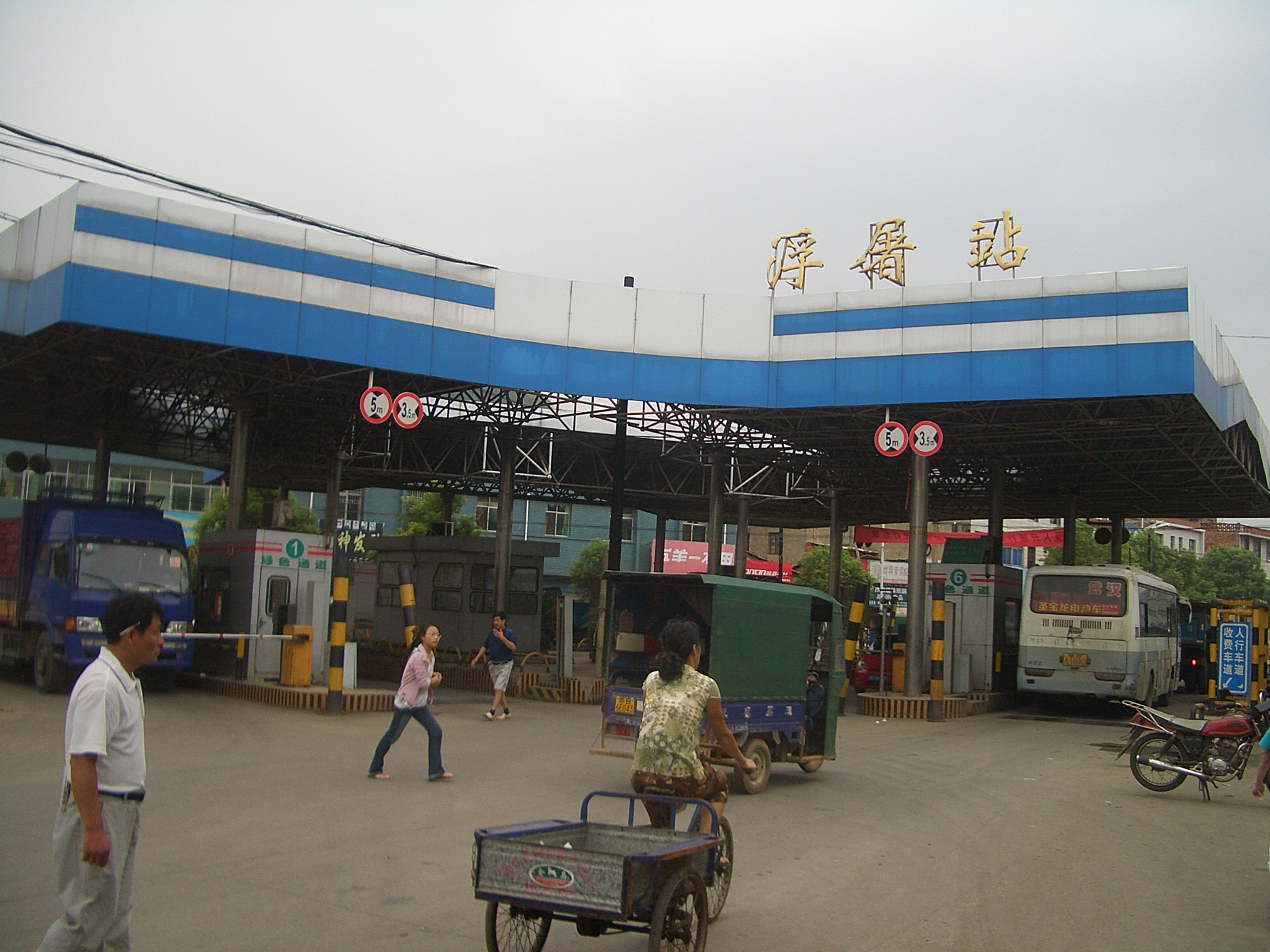
Площадь Toll Plaza на автодороге G106/G316 в центре города Футу муниципалитета Хуанши

Хотя принятое ограничения скорости на Китайских национальных дорогах составляет 100 км/ч, нередко можно встретить автомобили, двигающиеся с превышением скорости. Отсутствие на некоторых маршрутах камер наблюдения, устройств определения скорости и дорожных знаков ограничения скорости вне населенных пунктов, а также огромные расстояния между ними, зачастую приводят к авариям со смертельным исходом. Кроме того, существует нехватка служащих дорожной полиции.
Названия автомагистралей общегосударственного значения чаще всего начинаются с буквы G, за которой следуют три цифры, например: G107. Буква G означает 国家 (guójiā) или национальная.
Нумерация дорог выглядит следующим образом:
- Пять вертикальных и семь горизонтальных основных маршрутов относятся к 000 серии (иными словами «пять продольных дорог и семь поперечных дорог»).
- За исключением Китайской национальной дороги 112, которая берёт своё начало в Тяньцзине, все дороги 100-й серии (например, 102, 106) начинаются из Пекина, столицы КНР, и расходятся соответственно по всем сторонам света;
- Автомобильные дороги 200-й серии протянуты с севера на юг;
- Автомобильные дороги 300-й серии расположены по оси восток-запад (например, из провинции Ляонин через Даньдун и далее в Лхасу в Тибете).

## Список всех китайских национальных дорог
Национальные дороги в Китае обозначаются буквами G — Годао (автодорога государственного значения), S — Шэндао (автодорога провинциального значения) и  Х — Сяньдао (автодорога уездного значения).

### 000 серия
Примечание: 000 серия китайских национальных автодорог указывает на пять конкретных вертикальных маршрутов, а также семь конкретных горизонтальных маршрутов. Маршруты заканчивающиеся на «0», означают шоссе вертикального направления проходящие с севера на юг; маршруты, заканчивающиеся на «5», означают шоссе горизонтального направления проходящие с востока на запад.
Примечание: на сегодняшний день взамен 000 серии для скоростных дорог действует новая система, где используются две, три или четыре цифры.
Оригинальные номера 000 серии:
- Китайское национальное шоссе 010: Тунцзян (Хэйлунцзян) — Санья (Хайнань), 5700 км — самая длинная китайская национальная автодорога (англ. Tongsan Expressway), сейчас G11 и часть G15
- Китайское национальное шоссе 015: Суйфэньхэ (Хэйлунцзян) — г. Маньчжурия (Внутренняя Монголия), 1280 км (англ. Suiman Expressway), сейчас часть G10
- Китайское национальное шоссе 020: Пекин — Фучжоу (Фуцзянь), 2540 км (англ. Jingfu Expressway), сейчас часть G3
- Китайское национальное шоссе 025: Даньдун (Ляонин) — Лхаса (Тибетский автономный район), 4590 км (англ. Danla Expressway), сейчас дорога Пекин-Лхаса является частью G6
- Китайское национальное шоссе 030: Пекин — Чжухай (Гуандун), 2310 км (англ. Jingzhu Expressway), сейчас часть G4
- Китайское национальное шоссе 035: Циндао (Шаньдун) — Иньчуань (Нинся-Хуэйский автономный район), 1610 км (англ. Qingyin Expressway), сейчас G30
- Китайское национальное шоссе 040: Эрэн-Хото (Внутренняя Монголия) — Хэкоу (Юньнань), 3610 км (англ. Erhe Expressway)
- Китайское национальное шоссе 045: Ляньюньган (Цзянсу) — Хоргос (СУАР), 3980 км (англ. Lianhuo Expressway) — первая транскитайская магистраль[9]
- Китайское национальное шоссе 050: Чунцин — Чжаньцзян (Гуандун), 1430 км (англ. Yuzhan Expressway), сейчас часть G15 и часть G75
- Китайское национальное шоссе 055: Шанхай — Чэнду (Сычуань), 2970 км (англ. Hurong Expressway), сейчас G42
- Китайское национальное шоссе 065: Шанхай — Жуйли (Юньнань), 4090 км (англ. Hurui Expressway), сейчас часть G56
- Китайское национальное шоссе 075: Хэнъян (Хунань) — Куньмин (Юньнань), 1980 км (англ. Hengkun Expressway)

### 100 серия

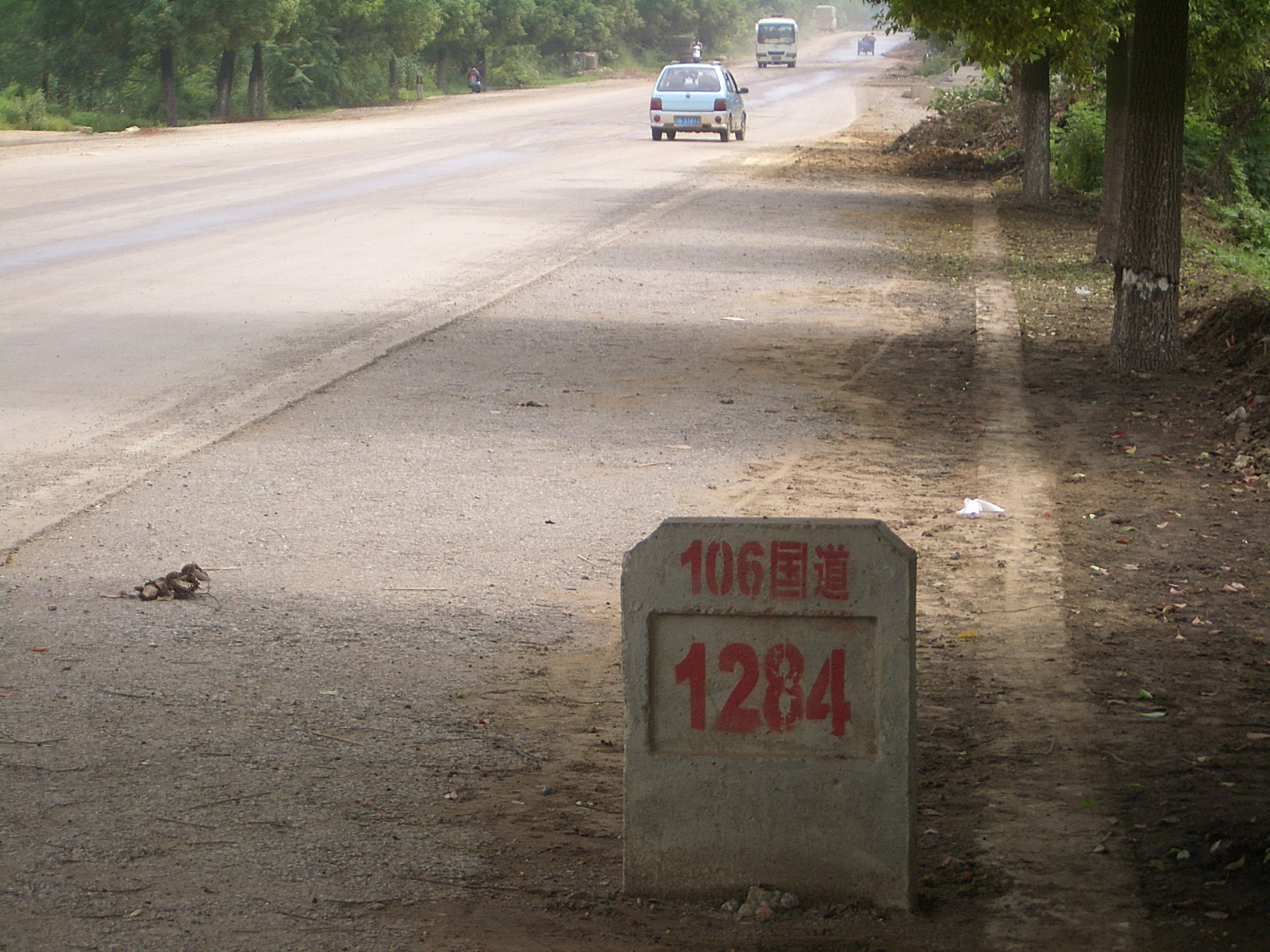
Типичная километровая отметка: 1284 км от Пекина, шоссе G106

Начальной точкой всех национальных дорог Китая 100 серии является Пекин, кроме дороги: G112 (кольцевая автомагистраль вокруг Пекина).
- Китайское национальное шоссе 101: Пекин — Шэньян (Ляонин), 879 км
- Китайское национальное шоссе 102: Пекин — Фуюань (Хэйлунцзян), 1311 км
- Китайское национальное шоссе 103: Пекин — Биньхай (Тяньцзинь), 149 км, самая короткая дорога
- Китайское национальное шоссе 104: Пекин — Пинтань (Фуцзянь), 2420 км
- Китайское национальное шоссе 105: Пекин — Макао, 2653 км
- Китайское национальное шоссе 106: Пекин — Гуанчжоу (Гуандун), 2466 км
- Китайское национальное шоссе 107: Пекин — Гонконг, 2698 км
- Китайское национальное шоссе 108: Пекин — Куньмин (Юньнань), 3356 км
- Китайское национальное шоссе 109: Пекин — Лхаса (Тибетский автономный район), 3855 км — самая длинная Китайская национальная автодорога из Пекина
- Китайское национальное шоссе 110: Пекин — Цинтунся (Нинся-Хуэйский автономный район), 1135 км
- Китайское национальное шоссе 111: Пекин — Мохэ (Хэйлунцзян), 2123 км
- Китайское национальное шоссе 112: Гаобэйдянь — Бачжоу — Тяньцзинь — Таншань — Чэндэ — Чжанцзякоу — Баодин — Гаобэйдянь, маршрут в виде кольца, 1228 км

### 200 серия
Китайские национальные дороги 200 серии проложены с севера на юг страны.
- Китайское национальное шоссе 201: Хэган (Хэйлунцзян) — Далянь (Ляонин), 1964 км
- Китайское национальное шоссе 202: Хэйхэ (Хэйлунцзян) — Далянь (Ляонин), 1818 км
- Китайское национальное шоссе 203: Суйхуа (Хэйлунцзян) — Шэньян (Ляонин), 720 км
- Китайское национальное шоссе 204: Яньтай (Шаньдун) — Шанхай, 1031 км
- Китайское национальное шоссе 205: Шаньхайгуань (Хэбэй) — Шэньчжэнь (Гуандун), 3160 км
- Китайское национальное шоссе 206: Вэйхай (Шаньдун) — Шаньтоу (Гуандун), 2302 км
- Китайское национальное шоссе 207: Улан-Хото (Внутренняя Монголия) — Хайань (Q5638913) (Гуандун), 3738 км — самая длинная китайская национальная дорога, проложенная с севера на юг
- Китайское национальное шоссе 208: Эрэн-Хото (Внутренняя Монголия) — Сичуань (Хэнань), 990 км
- Китайское национальное шоссе 209: Сунид-Цзоци (Внутренняя Монголия) — Бэйхай (Гуанси-Чжуанский автономный район), 3435 км
- Китайское национальное шоссе 210: Мандула (Q14205648) (Внутренняя Монголия) — Фанчэнган (Гуанси-Чжуанский автономный район), 3097 км
- Китайское национальное шоссе 211: Иньчуань (Нинся-Хуэйский автономный район) — Жунцзян (Гуйчжоу), 645 км
- Китайское национальное шоссе 212: Ланьчжоу (Ганьсу) — Лонгбэнг (Q6673606) (Гуанси-Чжуанский автономный район), 1195 км
- Китайское национальное шоссе 213: Цеке (Q14249856) (Внутренняя Монголия) — КПП Мохань (Q48780811), (Юньнань), 2827 км
- Китайское национальное шоссе 214: Синин (Цинхай) — Ланьцан-Лахуский автономный уезд (Юньнань), 3345 км
- Китайское национальное шоссе 215: Гора Мазонг (Q6798636) (Ганьсу) — Нинъэр-Хани-Ийский автономный уезд (Юньнань), 591 км
- Китайское национальное шоссе 216: Хуншаньцзуй (Синьцзян-Уйгурский автономный район) — Гьиронг (Тибетский автономный район), 853 км
- Китайское национальное шоссе 217: Алтай (Синьцзян-Уйгурский автономный район) — Ташкурган-Таджикский автономный уезд (Синьцзян-Уйгурский автономный район), 1023 км
- Китайское национальное шоссе 218: Хоргос (Синьцзян-Уйгурский автономный район) — Чарклык (Синьцзян-Уйгурский автономный район), 1073 км
- Китайское национальное шоссе 219: Канас (Синьцзян-Уйгурский автономный район) — Дунсин (Гуанси-Чжуанский автономный район), 2279 км
- Китайское национальное шоссе 220: Дунъин (Шаньдун) — Шэньчжэнь (Гуандун), 585 км
- Китайское национальное шоссе 221: Тунцзян (Хэйлунцзян) — Харбин (Хэйлунцзян), 662 км
- Китайское национальное шоссе 222: Цзяинь (Хэйлунцзян) — Линьцзян (Гирин), 358 км
- Китайское национальное шоссе 223: Хайкоу (Хайнань) — Санья, Восточный район (Хайнань), 320 км
- Китайское национальное шоссе 224: Хайкоу (Хайнань) — Санья, Центральный район (Хайнань), 293 км — самая короткая китайская национальная дорога проложенная с севера на юг
- Китайское национальное шоссе 225: Хайкоу (Хайнань) — Санья, Западный район (Хайнань), 427 км
- Китайское национальное шоссе 226: Чусюн (Юньнань) — Моцзян (Юньнань), проект отменен.
- Китайское национальное шоссе 227: Чжанъе (Ганьсу) — Мынлянь-Дай-Лаху-Ваский автономный уезд (Юньнань), 338 км
- Китайское национальное шоссе 228: Даньдун (Ляонин) — Дунсин (Гуанси-Чжуанский автономный район)
- Китайское национальное шоссе 229:
- Китайское национальное шоссе 230:
- Китайское национальное шоссе 231:
- Китайское национальное шоссе 232:
- Китайское национальное шоссе 233:
- Китайское национальное шоссе 234:
- Китайское национальное шоссе 235:
- Китайское национальное шоссе 236:
- Китайское национальное шоссе 237:
- Китайское национальное шоссе 238:
- Китайское национальное шоссе 239:
- Китайское национальное шоссе 240:
- Китайское национальное шоссе 241:
- Китайское национальное шоссе 242:
- Китайское национальное шоссе 243:
- Китайское национальное шоссе 244:
- Китайское национальное шоссе 245:
- Китайское национальное шоссе 246:
- Китайское национальное шоссе 247:
- Китайское национальное шоссе 248:

### 300 серия
Китайские национальные дороги 300 серии проложены с востока на запад страны.
- Китайское национальное шоссе 301: Суйфэньхэ (Хэйлунцзян) — г. Маньчжурия (Внутренняя Монголия, Российско-китайская граница и Китайско-монгольская граница), 1680 км,
- Китайское национальное шоссе 302: Хуньчунь (Цзилинь) — Улан-Хото (Внутренняя Монголия), 1028 км
- Китайское национальное шоссе 303: Цзиань (Цзилинь) — Шилин-Гол (Внутренняя Монголия), 1263 км
- Китайское национальное шоссе 304: Даньдун (Ляонин) — Холин-Гол (Внутренняя Монголия), 889 км
- Китайское национальное шоссе 305: Чжуанхэ (Ляонин) — Линьси (Внутренняя Монголия), 816 км
- Китайское национальное шоссе 306: Суйчжун (Ляонин) — Хэшигтэн (Внутренняя Монголия), 480 км
- Китайское национальное шоссе 307: Цикоу (Хэбэй) — Иньчуань (Нинся-Хуэйский автономный район), 1351 км
- Китайское национальное шоссе 308: Циндао (Шаньдун) — Шицзячжуан (Хэбэй), 637 км
- Китайское национальное шоссе 309: Жунчэн (Шаньдун) — Ланьчжоу (Ганьсу), 2372 км
- Китайское национальное шоссе 310: Ляньюньган (Цзянсу) — Тяньшуй (Ганьсу), 1613 км
- Китайское национальное шоссе 311: Сюйчжоу (Цзянсу) — Сися (Хэнань), 748 км
- Китайское национальное шоссе 312: Шанхай — Кульджа (Синьцзян-Уйгурский автономный район), 4967 км
- Китайское национальное шоссе 313: Гуачжоу (Ганьсу) — Чарклык (Синьцзян-Уйгурский автономный район), 821 км
- Китайское национальное шоссе 314: Урумчи (Синьцзян-Уйгурский автономный район) — Хунджерабский перевал (Синьцзян-Уйгурский автономный район), 1948 км (часть Каракорумского шоссе на территории Китая)
- Китайское национальное шоссе 315: Синин (Цинхай) — Кашгар (Синьцзян-Уйгурский автономный район), 3048 км
- Китайское национальное шоссе 316: Фучжоу (Фуцзянь) — Ланьчжоу (Ганьсу), 2678 км
- Китайское национальное шоссе 317: Чэнду (Сычуань) — Сэни (Тибетский автономный район), 2028 км
- Китайское национальное шоссе 318: Шанхай — Чжанму (ТТибетский автономный район), 5334 км — самая длинная китайская национальная дорога проложенная с запада на восток
- Китайское национальное шоссе 319: Сямэнь (Фуцзянь) — Чэнду (Сычуань), 3027 км
- Китайское национальное шоссе 320: Шанхай — Жуйли (Юньнань, граница КНР и Непала), 3748 км
- Китайское национальное шоссе 321: Гуанчжоу (Гуандун) — Чэнду (Сычуань), 2168 км
- Китайское национальное шоссе 322: Хэнъян (Хунань) — Переход дружбы (Гуанси, граница КНР и Вьетнама), 1119 км
- Китайское национальное шоссе 323: Жуйцзинь (Цзянси) — Линьцан (Юньнань, граница КНР и Бирмы), 2926 км
- Китайское национальное шоссе 324: Фучжоу (Фуцзянь) — Куньмин (Юньнань), 2583 км
- Китайское национальное шоссе 325: Гуанчжоу (Гуандун) — Наньнин (Гуанси), 831 км
- Китайское национальное шоссе 326: Сюшань (Чунцин) — Хэкоу (Юньнань, граница КНР и Вьетнама), 1674 км
- Китайское национальное шоссе 327: Хэцзэ (Шаньдун) — Ляньюньган (Цзянсу), 424 км
- Китайское национальное шоссе 328: Нанкин (Цзянсу) — Хайань (Цзянсу), 295 км
- Китайское национальное шоссе 329: Ханчжоу (Чжэцзян) — Путо (Чжэцзян), 292 км — самая короткая китайская национальная дорога проложенная с запада на восток
- Китайское национальное шоссе 330: Шоучан (Чжэцзян) — Вэньчжоу (Чжэцзян), 331 км